# Neohymenopogon oligocarpus
Neohymenopogon oligocarpus är en måreväxtart som först beskrevs av Hui Lin Li, och fick sitt nu gällande namn av Sigamony Stephen Richard Bennet. Neohymenopogon oligocarpus ingår i släktet Neohymenopogon och familjen måreväxter. Inga underarter finns listade i Catalogue of Life.